# Règle de Matthiessen
En physique du solide, la règle de Matthiessen donne le temps caractéristique de relaxation des phonons se propageant dans un cristal lorsqu'il existe plusieurs phénomènes se superposant. Elle a été établie par Augustus Matthiessen en 1862.
Cette règle s'exprime de la manière suivante : lorsque plusieurs phénomènes se superposent, le temps caractéristique de relaxation {\displaystyle \tau } est obtenu à partir des divers temps caractéristiques {\displaystyle \tau _{i}} correspondant aux divers phénomènes de diffusion possibles (vibrations du réseau cristallin, imperfections, limites physiques du milieu) en appliquant la règle suivante
{\displaystyle \tau ^{-1}=\sum _{i}\tau _{i}^{-1}}
Cette règle exprime l'additivité des probabilités de transition d'un état à un autre dans un système thermodynamique constitué de phonons lorsque les phénomènes qui en sont à l'origine sont indépendants. Elle n'est pas rigoureuse mais constitue dans la plupart des cas une approximation raisonnable.